# Centenário (kommun i Brasilien, Tocantins)
Centenário är en kommun i Brasilien.   Den ligger i delstaten Tocantins, i den centrala delen av landet, 700 km norr om huvudstaden Brasília. Antalet invånare är 2 565.
Omgivningarna runt Centenário är huvudsakligen savann. Trakten runt Centenário är nära nog obefolkad, med mindre än två invånare per kvadratkilometer.